# سيدني بلاتجيس
سيدني بلاتجيس Sydney Plaatjies، من مواليد 25 نوفمبر 1981 في مارينتال في ناميبيا، لاعب كرة قدم ناميبي.
بدأ مسيرته الكروية مع نادي بلو ووترس في عام 2000، ولعب معهم حتى عام 2006، ومنذ عام 2006 وهو يلعب مع نادي جومو كوزموس الجنوب أفريقي.
و هو يلعب مع منتخب ناميبيا لكرة القدم.

## وصلات خارجية
- سيدني بلاتجيس على موقع قاعدة بيانات كرة القدم.إي يو (الإنجليزية)
- سيدني بلاتجيس على موقع ناشيونال فوتبول تيمز (الإنجليزية)
- سيدني بلاتجيس على موقع Soccerway.com (الإنجليزية)